# 4am (Girl in Red)
4am è un singolo della cantante norvegese Girl in Red, pubblicato il 10 agosto 2018.

## Tracce
1. 4am – 1:50